# 10 Aquarii
10 Aquarii, som är stjärnans Flamsteed-beteckning, är en ensam stjärna belägen i den östra delen av stjärnbilden Vattumannen. Den har en skenbar magnitud på 6,52 och kräver åtmintone en handkikare för observation. Baserat på parallaxmätning inom Hipparcosuppdraget på ca 8,2 mas, beräknas den befinna sig på ett avstånd på ca 400 ljusår (ca 120 parsek) från solen.

## Egenskaper
10 Aquarii är en blå till vit stjärna i huvudserien av spektralklass A5 V,. Den har en radie, som är ca 2,2 gånger större än solens och utsänder från dess fotosfär ca 31 gånger mera energi än solen vid en effektiv temperatur av ca 9 200 K.